# Frigo
Frigo es una empresa española dedicada a fabricar y comercializar helados, que forma parte de la multinacional Unilever desde 1973. La firma es la marca española de la rama internacional Heartbrand, que opera en otros países como  Wall's (Reino Unido), Bresler (Chile), Holanda (México), Pingüino (Ecuador) o Tío Rico (Venezuela).

## Historia
La empresa fue fundada en 1927 en Barcelona, con el nombre de Industrias Frigoríficas de Alimentación. Dicha compañía fue la primera empresa española en producir helados de forma industrial, y más tarde se expandió por todo el territorio nacional como Productos Frigo. En sus inicios, además de helados, se dedicaba a producir yogures y alimentos precocinados.
En 1973, la multinacional anglo-holandesa Unilever se convirtió en la máxima accionista de Frigo, por aquel entonces con una plantilla de 700 empleados y un capital de 262 millones de pesetas. Bajo su control, Frigo se especializará exclusivamente en helados; además de distribuir las marcas del grupo, empezó a desarrollar sus propias referencias como Drácula (1977), Frigodedo (1980), Frigopie (1983), Calippo (1984), Twister (1986) y el Magnum Frac (1991). Muchas de esas marcas siguen disponibles.
A partir de 1998, Frigo asimiló la imagen corporativa unificada Heartbrand, con un corazón como logotipo.
Unilever anunció en 2008 que abandonaría la fábrica del Pueblo Nuevo. Aunque en un principio pensó cerrarla, finalmente la vendió a la compañía catalana Farga, productora de los helados Farggi.